# Tom Mix

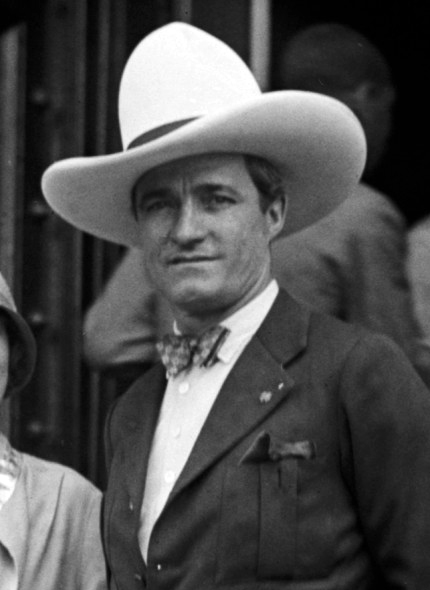
Tom Mix (1925)

Tom Mix (eigentlich Thomas Hezikiah Mix; * 6. Januar 1880 in Mix Run, Pennsylvania; † 12. Oktober 1940 in Florence, Arizona) war ein US-amerikanischer Filmschauspieler, Regisseur und Filmproduzent. Er war während der Stummfilmzeit einer der frühen Stars des Westerngenres, verdiente Millionen von US-Dollars und spielte während seiner Karriere in über 300 Filmen.

## Leben und Karriere
Tom Mix wurde als Sohn eines Holzfällers und Stallmeisters in einem ländlichen Dorf geboren. So lernte er bereits in seiner Kindheit das Reiten. Im April 1898 trat er als Thomas E. Mix in die US-Armee ein und nahm am Spanisch-Amerikanischen Krieg teil. Danach arbeitete er in verschiedenen Jobs im Pferdegeschäft und tourte von 1906 bis 1909 als Cowboy in Wild-West-Shows durch die Vereinigten Staaten. 1909 gewann er die nationalen Reit- und Rodeomeisterschaften, anschließend wurde er Stuntman und Berater in Western-Produktionen der Filmgesellschaft Selig Polyscope Company. Er machte dort 1910 sein Filmdebüt und entwickelte sich schnell zu einem vielgefragten Darsteller. Im Laufe seiner folgenden Filmkarriere soll er an weit über 300 Produktionen beteiligt gewesen sein, von denen nur neun Tonfilme sind. Die meisten der Stummfilme von Mix sind heute verschollen.
Bis 1917 spielte Mix bei der Selig Company in vielen Ein- und Zweiaktern, wobei er selbst häufig die Regie übernahm und auch als Autor und Produzent auftrat. 1917 ging Mix zur einflussreichen Fox Film Corporation und stieg mit seinem Pferd „Tony the Wonderhorse“ zum vielleicht größten Cowboy-Filmstar seiner Zeit auf. Bei Fox drehte er im Schnitt fünf Western pro Jahr. Viele seiner Filme wurden während der 1920er-Jahre auch im deutschsprachigen Raum in die Kinos gebracht, sodass Mix auch hier eine hohe Beliebtheit erreichte. Die Filme von Mix, insbesondere die der 1920er-Jahre, sind eine Mischung aus Drama und abenteuerlicher Wildwest-Romantik. Charakteristisch für die Western von Mix war auch viel Humor. Tom Mix wurde in seinen Filmen meist als glamouröser, gutherziger Cowboy inszeniert – im Kontrast zum zweiten großen Westernstar William S. Hart, der meist gebrochene und raue Cowboys spielte.
Mit Beginn des Tonfilms Ende der 1920er-Jahre wechselte Mix zu Universal. Für seine Auftritte im „Sells-Floto“-Zirkus zwischen 1929 und 1931 erhielt Tom Mix einen Wochenverdienst von 20.000 US-Dollar, eine seinerzeit gigantische Summe, die seine damalige Beliebtheit unterstreicht. In den 1930er-Jahren machten die sinkende Popularität des Westerngenres, aber auch gesundheitliche Probleme durch Stunt-Verletzungen dem Schauspieler vermehrt zu schaffen. 1935 zog Mix sich aus dem Filmgeschäft zurück und ging stattdessen mit eigenem Zirkus auf Gastspielreisen durch die Vereinigten Staaten und nach Europa. Als er 1939 mit dem Zirkus in Dänemark auftrat, begrüßte sein Bewunderer Adolf Hitler ihn angeblich telefonisch – Tom Mix soll geantwortet haben: „Ich besuche meine Fans in Deutschland gern wieder, aber erst über Ihre Leiche.“

## Privatleben und Tod
Am 12. Oktober 1940 geriet Tom Mix mit seinem Wagen, einem 1937er Cord 812 Phaeton, ins Schleudern, kam von der Straße ab und landete kopfüber im Graben. Er soll dabei von einem im Wagen befindlichen schweren Metallkoffer erschlagen worden und sofort tot gewesen sein. Tom Mix ist auf dem Forest Lawn Memorial Park Cemetery in Glendale, Kalifornien, begraben. Ein Stern auf dem Hollywood Walk of Fame (1708 Vine Street) erinnert heute an ihn. In Dewey, Oklahoma, existiert ein Tom-Mix-Museum.
Der 60-jährige Schauspieler hinterließ bei seinem Tod seine fünfte Ehefrau Mabel Hubbell Ward, mit der er ab 1932 verheiratet war. Aus früheren Ehen hatte Mix zwei Kinder, darunter die Schauspielerin Ruth Mix (1912–1977), die in einigen Filmen ihres Vaters auftrat. Am 21. Februar 1925 war Mix in den Bund der Freimaurer aufgenommen worden, seine Loge war die Utopia No. 537.

## In der Populärkultur

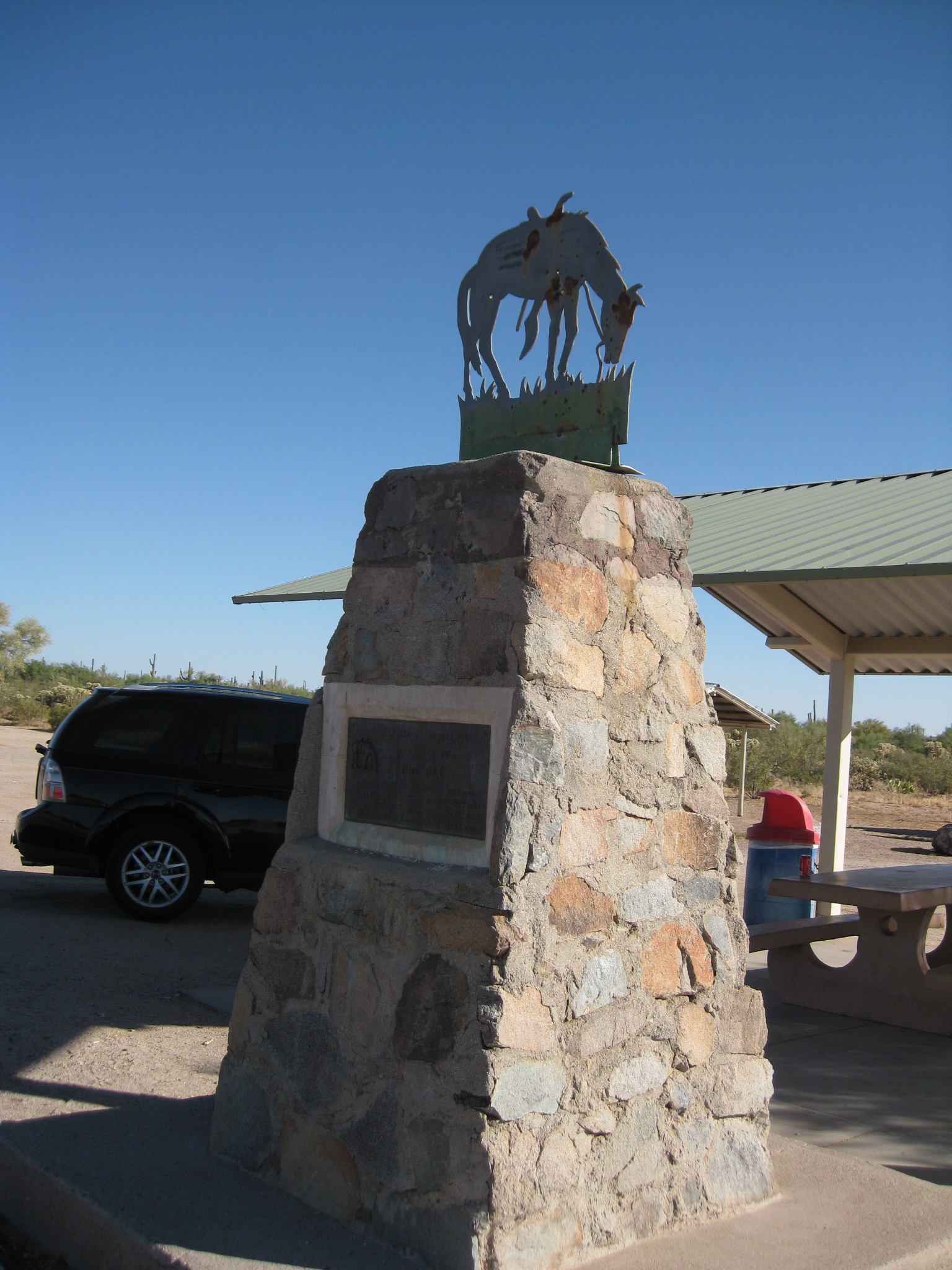
Gedenkstein in Florence (Arizona), wo Mix bei einem Autounfall starb

Während heute fast alle Filme von Tom Mix in Vergessenheit geraten sind, ist sein Name vor allem durch zahlreiche popkulturelle Referenzen in Erinnerung geblieben. Hier eine kleine Auswahl dieser Reminiszenzen an Tom Mix:
- In den USA existierte ab 1933 bis in die 1950er-Jahre die beliebte Radiosendung Tom Mix Ralston Straight Shooters, in der Westerngeschichten vorgetragen wurden. Zwar lieh Mix der Sendung seinen Namen, doch trat er nie selbst in ihr auf.
- Von 1953 bis 1954 veröffentlichte der schwedische Serieförlaget Verlag eine Comicserie unter dem Titel Tom Mix in Deutschland. Tom Mix teilte sich die Hefte mit anderen Westernhelden wie Lash La Rue oder Buffalo Bill. Die Nummer 8 des Jahrgangs 1954 gilt in Sammlerkreisen als wertvollstes deutsches Comicheft, lediglich ein erhaltenes Exemplar ist bekannt.
- Ebenfalls in den 1950er-Jahren gab es ein Brett-/Kartenspiel mit dem Titel „Tom Mix in Texas“, zu dem auch Zinnfiguren gehörten.
- 1951 wurde die junge Conny Froboess von ihrem Freund „Fritz“ im populären Schlager Pack die Badehose ein gefragt, ob sie nicht mit ihm einen Film mit Tom Mix im Kino ansehen wolle. Sie fährt aber lieber an den Wannsee zum Baden.
- Zu späten literarischen Ehren kam Tom Mix in drei Science-Fiction-Romanen des US-amerikanischen Autors Philip José Farmer, Auf dem Zeitstrom (The Fabulous Riverboat, 1971), Heyne 1979, ISBN 3-453-30567-1, Das dunkle Muster (The Dark Design, 1977), Heyne 1980, ISBN 3-453-30613-9 und Das magische Labyrinth (The Magic Labyrinth, 1980), Heyne 1981, ISBN 3-453-30739-9, aus dem Flusswelt-Zyklus, in denen Mix mit anderen Berühmtheiten, wie etwa Jack London oder Mark Twain, fantastische Abenteuer erlebt.
- Der Schauspieler Bruce Willis verkörperte Tom Mix in Blake Edwards’ Film Sunset – Dämmerung in Hollywood (1988).
- Am Ende des Films Tombstone von George Pan Cosmatos wird die als wahr belegte Anekdote[9] zitiert, dass Tom Mix einer der Sargträger von Wyatt Earp war und dabei weinte.
- In Volker Kutschers im Berlin der frühen 1930er-Jahre spielendem Roman Die Akte Vaterland. Gereon Raths vierter Fall wird das Aussehen einer als Cowboy gekleideten Figur mit Tom Mix verglichen.

## Filmografie (Auswahl)
- 1910: Trimming of Paradise Gulch
- 1915: An Arizona Wooing
- 1915: The Man from Texas
- 1917: Tom and Jerry
- 1917: The Heart of Texas Ryan
- 1921: The Queen of Sheba

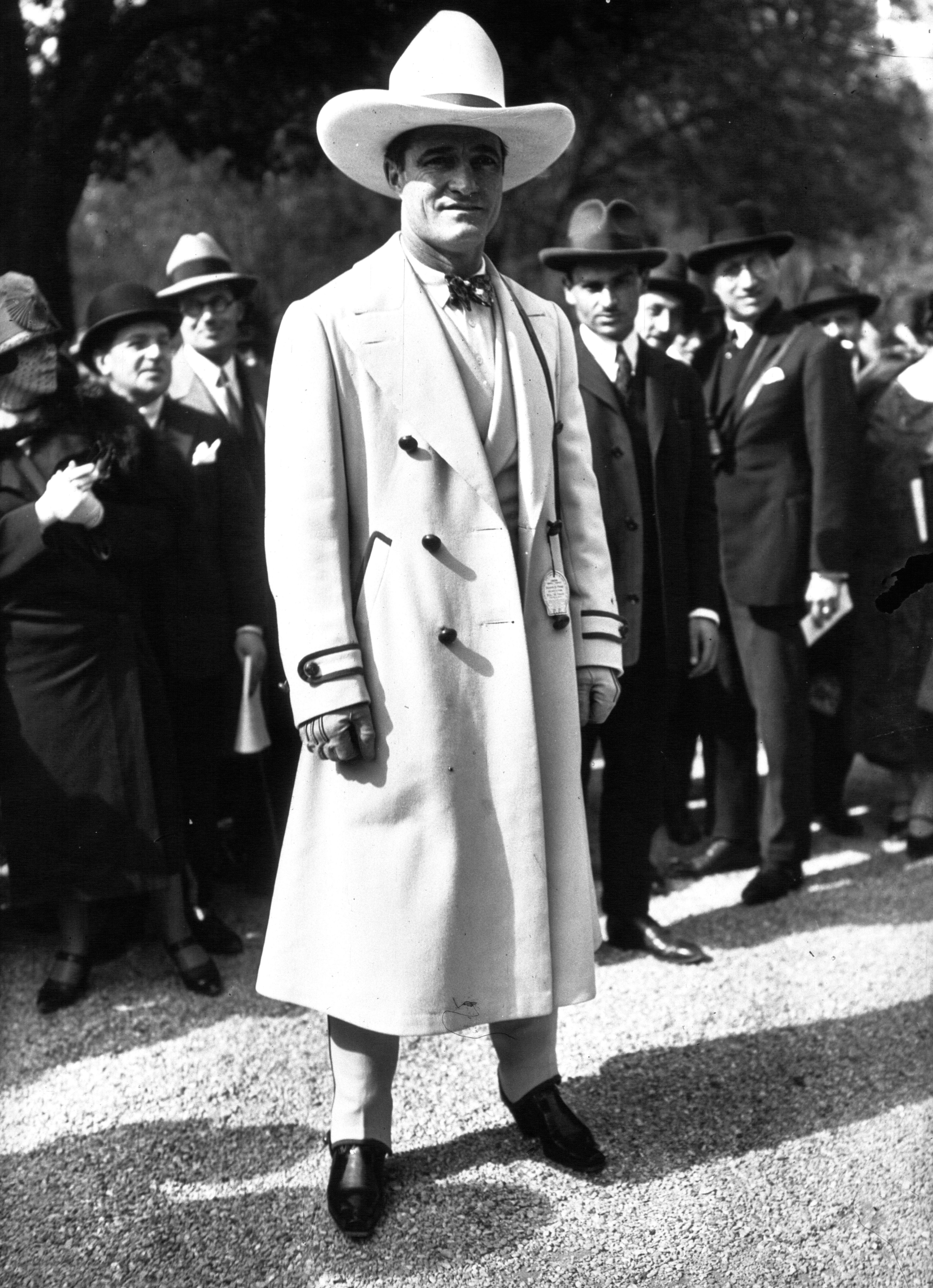
Tom Mix 1925

- 1922: Der Herr der Steppe (Just Tony)
- 1922: Höher als die Wolken (Sky High)
- 1923: Banditenrache (Three Jumps Ahead)
- 1923: Unter den Wölfen von Alaska (North of Hudson Bay)
- 1923: Die Augen des Urwaldes (Eyes of the Forest)
- 1925: Der Rächer (Riders of the Purple Rage)
- 1925: Dick Turpin, der galante Bandit (Dick Turpin)
- 1925: Der schüchterne Don Juan (The Lucky Horseshoe)
- 1926: Räuber der Königsschlucht (The Great K & A Train Robbery)
- 1926: Cowboy und Zirkuskind (My Own Pal)
- 1927: The Last Trail
- 1927: Das Geheimnis des Vulkans (Silver Valley)
- 1927: Der Arizona-Tiger (The Arizona Wildcat)
- 1928: Der Sohn des goldenen Westens (Son of the Golden West)
- 1928: König Cowboy (King Cowboy)
- 1928: Daredevil’s Reward
- 1932: Tom rechnet ab (Destry Rides Again)
- 1932: Der Ritt ins Todestal (The Rider of Death Valley)
- 1932: Tom Mix räumt auf (The Texas Bad Man)
- 1932: Mein Freund, der König (My Pal, the King)
- 1932: Eine Minute vor Zwölf (The Forth Horseman)
- 1932: Der Mann ohne Furcht (Hidden Gold)
- 1933: Der Held von Texas (Rustlers’ Roundup)
- 1935: Tom Mix, der Wunderreiter (The Miracle Rider)
- 1940: Rodeo Dough (Kurzfilm)